# Cymatium lotorium
Cymatium lotorium là một loài ốc biển săn mồi, loài ốc biển nhiệt đới này thuộc họ Ranellidae.

## Phân bố
Loài ốc biển này sinh sống ở các đại dương Ấn Độ Dương-Thái Bình Dương.

## Hình ảnh

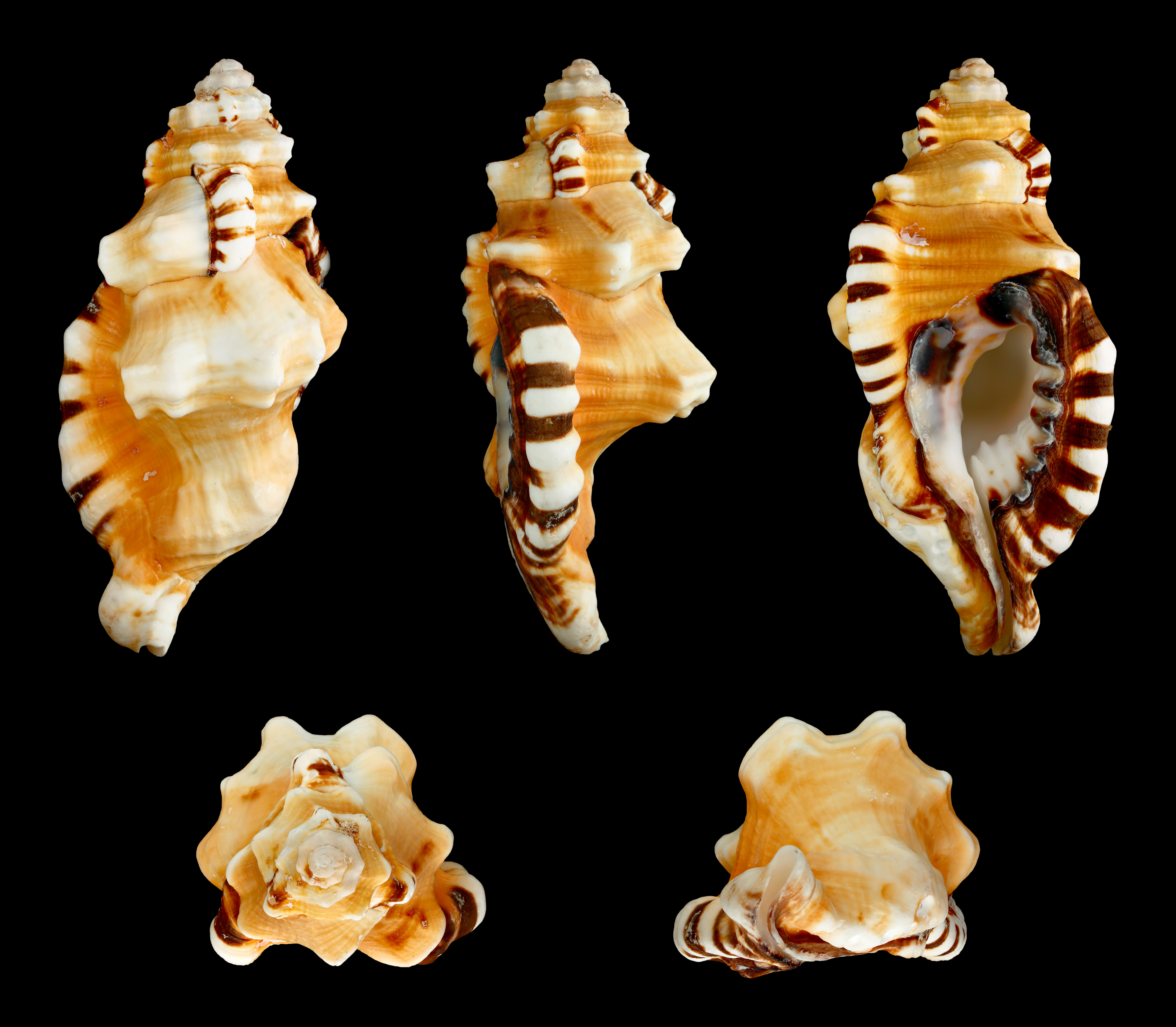
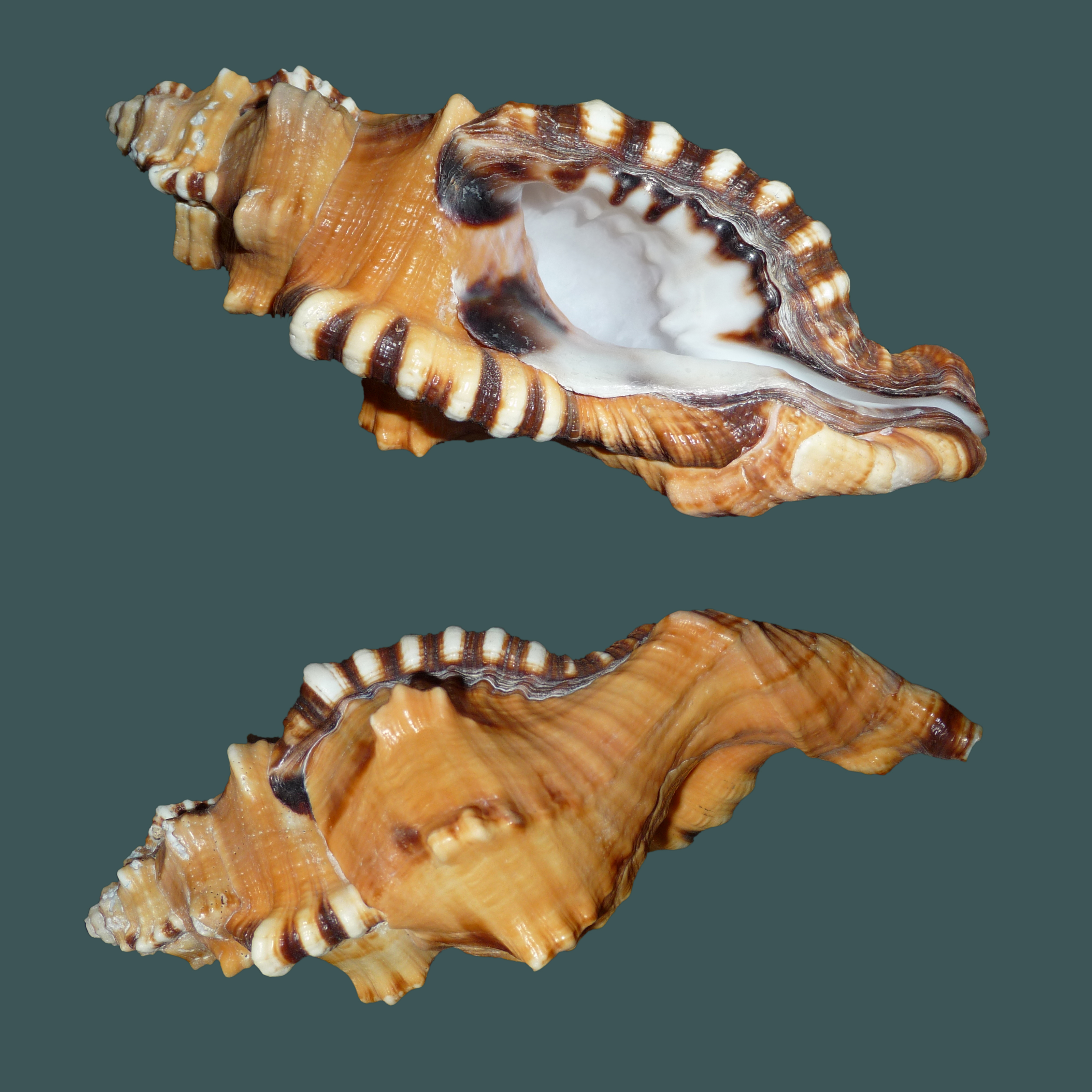
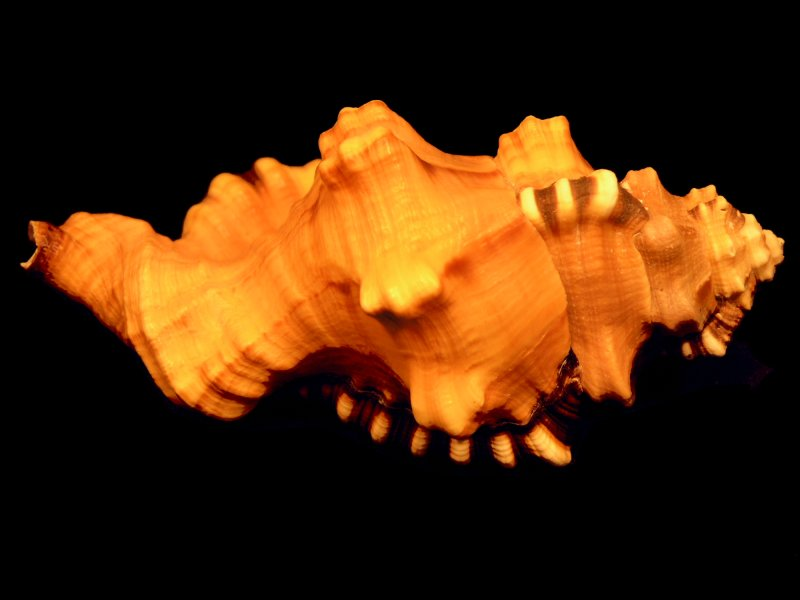
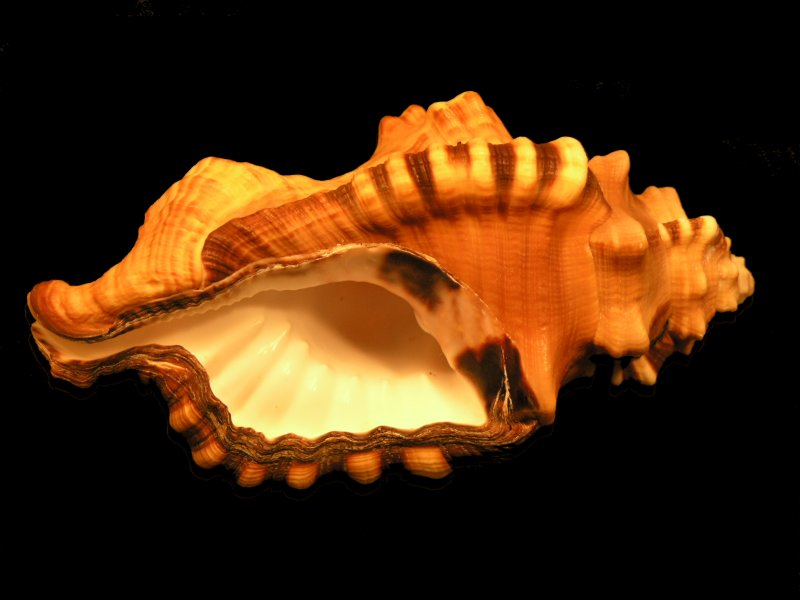